# 1835 en France
Chronologie de la France
- 1831
- 1832
- 1833
- 1834
- 1835
- 1836
- 1837
- 1838
- 1839

Cette page concerne l'année 1835 du calendrier grégorien.

## Événements
- 10 janvier : création par François Guizot d'un « Comité des monuments inédits de la littérature, de la philosophie, des sciences et des arts considérés dans leurs rapports avec l'histoire générale de la France »[1]. Secrétaire : Didron. Membres : Cousin, Vitet, Mérimée, Victor Hugo, Le Prévost, Lenormant, Lenoir.

- 22 janvier : ordonnance désignant Doullens comme lieu d’exercice de la déportation[2].

- 23 janvier : publication de la première partie de l'essai De la démocratie en Amérique d'Alexis de Tocqueville[3].

- 19 février : Salvandy est élu à l'Académie française[4].
- 20 février : démission du maréchal Mortier de la présidence du Conseil[5].
- 26 février : ordonnance de Guizot instituant les inspecteurs de l'école primaire[6].

- 12 mars : Ministère Broglie ; nouveau gouvernement présidé par le duc de Broglie. François Guizot conserve l'Instruction publique[5].

- 23 avril - 23 août : voyage d'Alexis de Tocqueville et de Gustave de Beaumont en Angleterre et en Irlande[3].

- 5 mai : ouverture du « procès monstre » à la suite des insurrections de Lyon, de Saint-Étienne et de Paris en avril 1834 ; 121 accusés, dont 59 Lyonnais et 5 Stéphanois, comparaissent devant la chambre des Pairs ; le verdict du 13 août 1835 prononce 72 condamnations, dont 22 par contumace[7]. Les dernières sentences ne sont prononcées que le 23 janvier 1836[8].

- 25 mai : loi relative à l'administration des biens ruraux des communes, hospices et autres établissements publics[9].

- 5 juin : loi qui confère aux Caisses d’épargne la qualité de personnes civiles pouvant recevoir des dons et legs[10] ; une seconde loi du 31 mars 1837 charge la caisse des dépôts et consignations de recevoir et d'administrer les fonds que les caisses d'épargne seraient admises à placer au trésor[11].
- 14 juin : loi relative au traité conclu le 4 juillet 1831 sur l'indemnisation des États-Unis[12].

- 28 juin, Algérie : au défilé de la Macta, l’armée du général Trézel, prise en embuscade, est battue par les troupes d’Abd El-Kader[13].

- 8 juillet : le maréchal Clauzel est nommé gouverneur général des possessions françaises du nord de l’Afrique en remplacement du général Drouet d’Erlon[14].

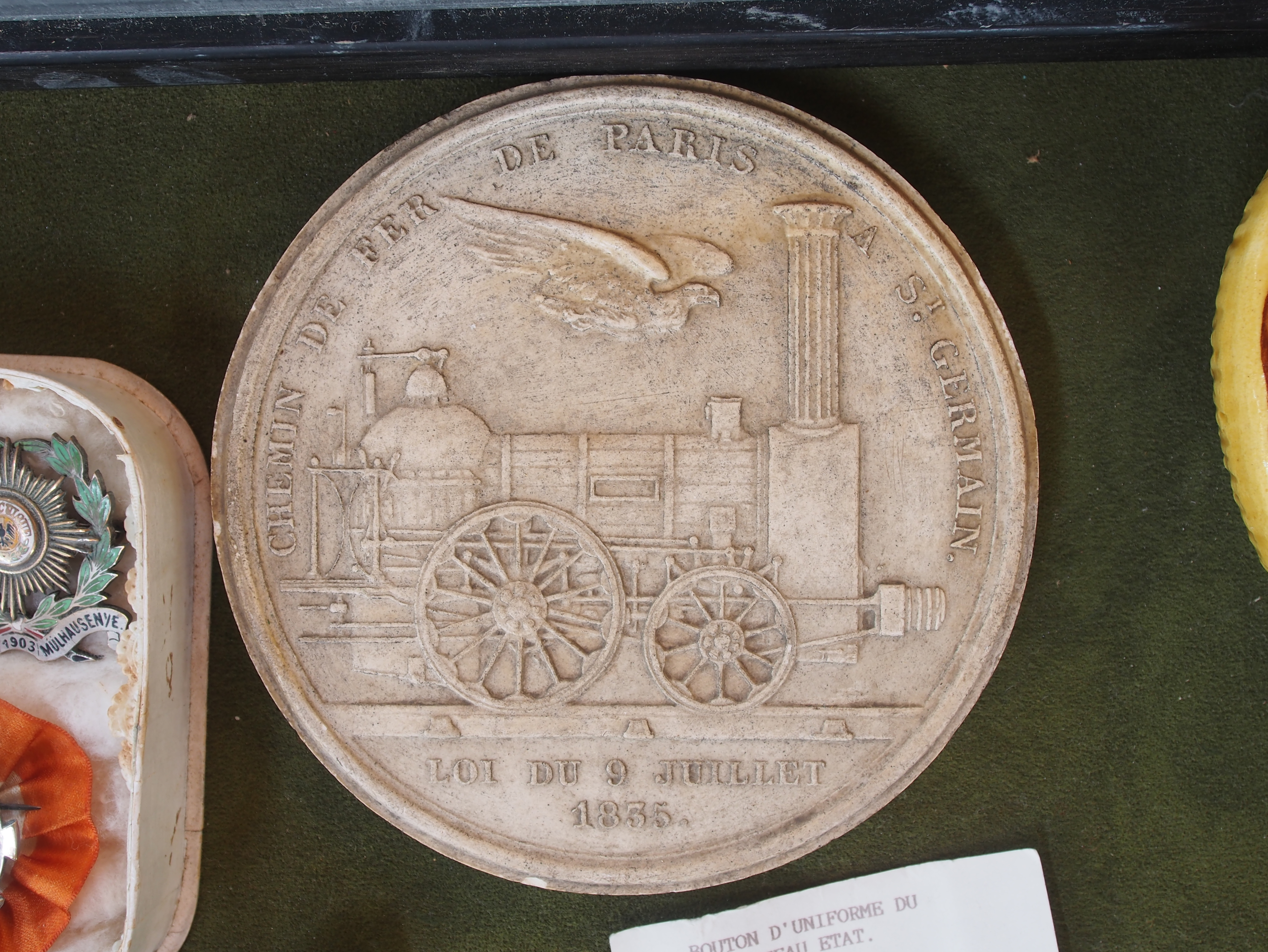
Médaille de commémoration de la loi du 9 juillet 1835.

- 9 juillet : loi sur les chemins de fer. Émile Pereire obtient la concession du

chemin de fer de Paris à Saint-Germain ; il forme le 2 novembre la Compagnie du chemin de fer de Paris à Saint-Germain avec James de Rothschild, Adolphe d'Eichthal, Jean-Charles Davillier et Auguste Thurneyssen.
- 13 juillet : évasion de la prison Sainte-Pélagie de vingt-sept des accusés parisiens du procès des insurgés d'avril 1834[7].

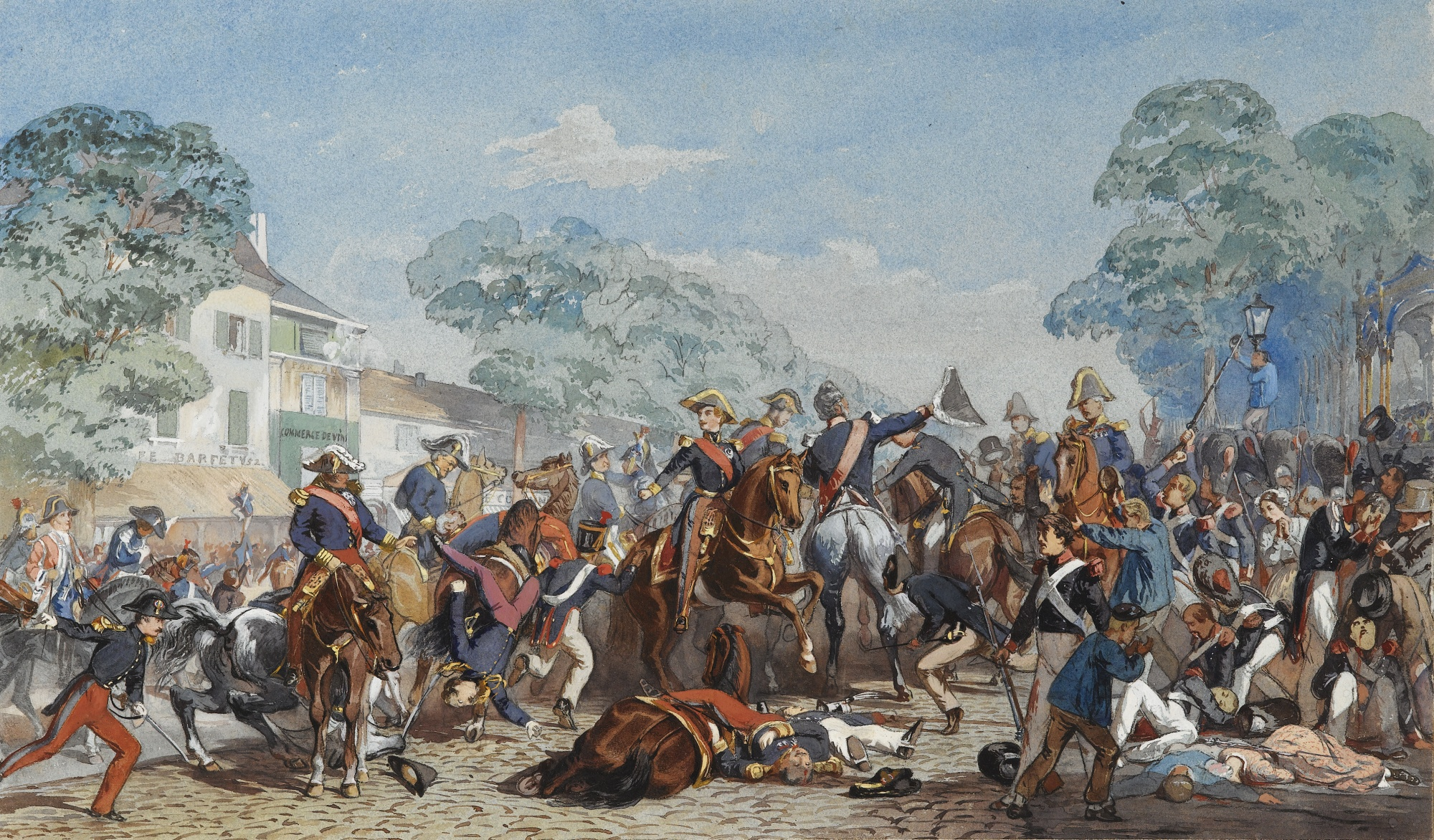
Attentat de Fieschi, 28 juillet 1835.

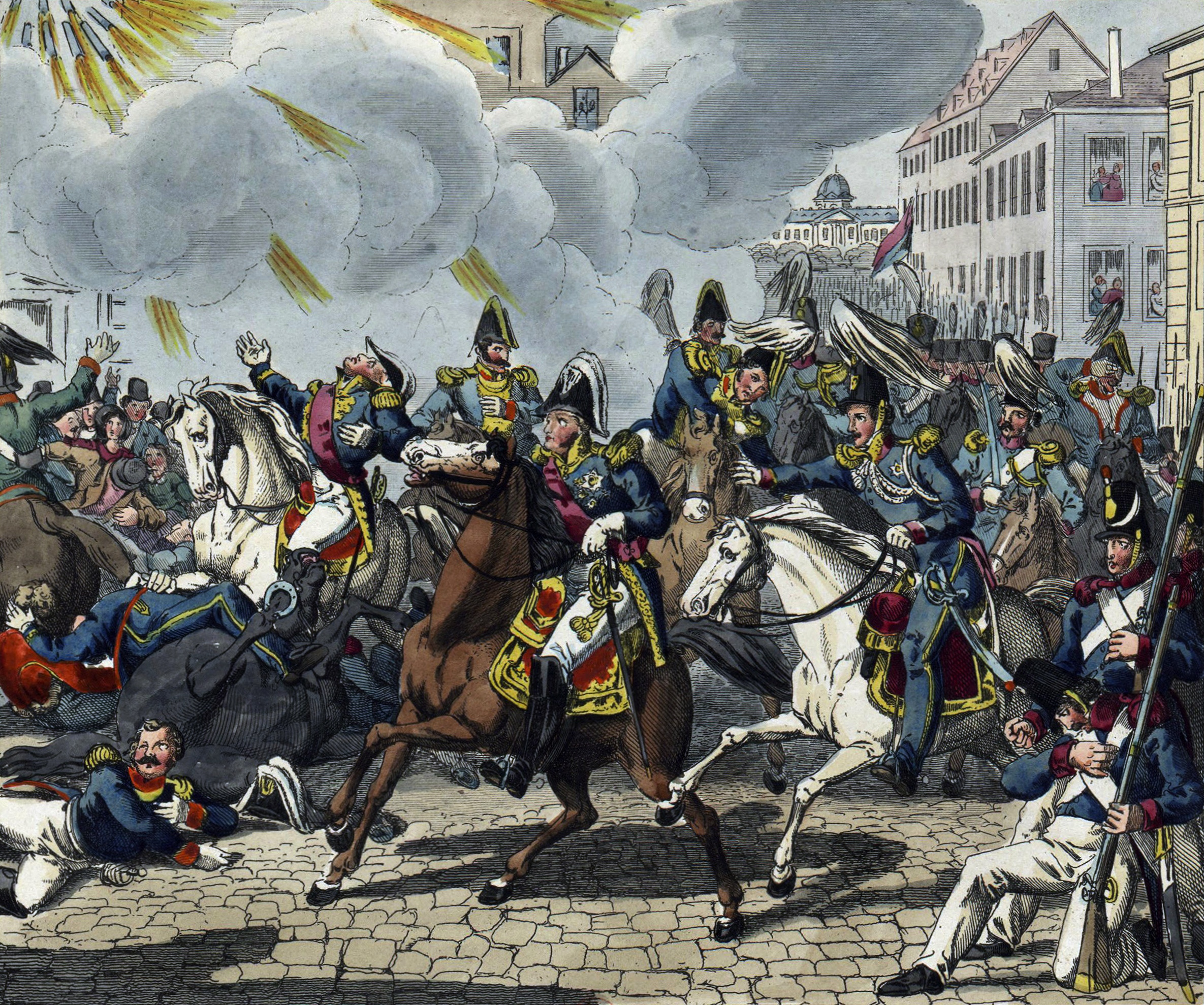

- 28 juillet : Attentat de Fieschi : À la hauteur du no 50 boulevard du Temple, une « machine infernale » tue 11 personnes (ou 18), dont le maréchal Mortier. Le roi et ses trois fils sont miraculeusement indemnes[16].

- 4 août : le gouvernement dépose trois projets de lois d'exception, concernant la presse, les jurys d'assises et le déroulement des procès pour rébellion ; ces lois sont adoptées et promulguées en septembre[17].
- 13 août : arrêt de la Cour des pairs concernant les condamnés de Lyon (72 condamnations)[7].

- 9 septembre : promulgation de trois lois relatives à la sûreté de l’État, dites Lois de septembre[17]. Elles portent modification des articles 341, 345, 346, 347 et 352 du Code d'instruction criminelle, et de l'art. 17 du Code pénal (introduction de la déportation dans une prison hors du territoire continental) :
  - loi relative au déroulement des procès des personnes accusées de rébellion, détention d’armes illicites, qui donne des pouvoirs accrus au président de la Cour d’assises et au Procureur général[17].
  - loi qui ramène à la majorité simple de 7 contre 5 - au lieu de la majorité des 2/3 - la déclaration de culpabilité ou d’innocence aux assises[17].
  - loi sur les crimes, délits et contraventions commis par la voie de la presse et autres moyens de publication, qui renforce la répression des attaques en direction de la personne du roi ou de la forme et du principe du gouvernement et restreint la liberté de la presse et du théâtre[17].

- 22 octobre  : Charles-Louis Havas crée « l’Agence des feuilles politiques, correspondance générale », première agence de presse, à l’origine de l’AFP[18].
- Octobre : grève des tonneliers de Sète. Les dirigeants de la « société » sont arrêtés et celle-ci est dissoute[19].

- 12 - 14 novembre : procès de Pierre François Lacenaire, assassin romantique dont les Mémoires ont un énorme succès. Il est condamné à mort[20].
- 16 novembre : passage de la comète de Halley. Elle atteint le périhélie, sa position la plus proche du soleil[21].

- 5-8 décembre:, Algérie : l’armée du maréchal Clauzel réalise une opération punitive sur Mascara[14].
- 29 décembre : ouverture de la session parlementaire de 1836[22].

- Réforme de l'orthographe française de 1835, imposant les t aux pluriels dans les mots tels que "enfants" ; mais aussi le changement, dans la conjugaison, de la syllabe "oi" en "ai" (j'étois devient j'étais)[23].

## Naissances en 1835
- 9 octobre : Camille Saint-Saëns, compositeur français († 16 décembre 1921).
- 13 octobre : Alphonse Milne-Edwards, zoologiste français († 1900).

## Décès en 1835
- 7 janvier : Élisa Mercœur (° 1809), poétesse française.
- 15 janvier : Thérésa Cabarrus, princesse de Chimay, surnommée « Notre-Dame de Thermidor ».
- 17 octobre : Joseph-Henri-Joachim Lainé, avocat et homme politique français.